# Kopajsko jezero
Kopajsko jezero (Kopais Límni [kopaís límne]) je izsušeno močvirno jezero v Grčiji.
Kopajsko jezero tudi Kopais ali Kopaida (grško Κωπαΐς) je 250 km² veliko izsušeno močvirno jezero, ki je ležalo v severnem delu grške pokrajine Beocije, nastalo v razširjenem delu reke Kafissos. Z melioracijskimi deli so do leta 1883 večino jezerskega dna spremenili v kmetijske površine namenjene pridelavi žita in bombaža.
Bregovi jezera so bili poseljeni že v neolitiku, iz mikenske dobe pa so izpričani obrambni zidovi in prekopi. Na severnem delu jezera, na ploskem vrhu nizkega griča, ki je bil nekdaj otok Gla so ostanki 5,5 m debelega in 3, 2 km dolgega krožnega zidu s temelji vhodov v mikensko utrdbo iz 14. stoletja pr. n. št.. V notranjosti utrdbe so ostanki palač, zgrajenih iz klesanega kamna. Antično ime utrdbe na otoku Gla ni znano.